# Muraena robusta
 Muraena robusta és una espècie de peix de la família dels murènids i de l'ordre dels anguil·liformes.

## Morfologia
Els mascles poden assolir els 150 cm de longitud total.

## Distribució geogràfica
Es troba a l'Atlàntic oriental (des de Mauritània fins a Namíbia, incloent-hi Cap Verd) i a l'Atlàntic occidental (Colòmbia).